# Koudelka
Koudelka (クーデルカ?, Kūderuka) è un videogioco di ruolo per PlayStation sviluppato da Sacnoth. Il gioco fu pubblicato il 16 dicembre 1999 in Giappone, il 29 giugno 2000 in Nord America e il 29 settembre 2000 in Europa.

## Trama
Ambientato nel 1898 in Aberystwyth, Galles, il gioco narra dei misteriosi avvenimenti che circondano il Monastero Nemeton e i tre protagonisti i quali, per caso, sono costretti ad indagare sulla sua storia misteriosa.
Dopo una serie di visioni inquietanti, Koudelka Iasant, una giovane zingara con poteri soprannaturali, arriva al Monastero. Lì incontra Edward Plunkett, un avventuriero, e Padre James O'Flaherty, un vescovo.
Koudelka Iasant viene chiamata a visitare il monastero di Nemeton da uno spirito femminile. Una volta dentro incontra Edward Plunkett e gli salva la vita proteggendolo da un mostro e poi curandolo coi suoi poteri. Insieme incontrano i due vecchietti Ogden e Bessy, i custodi del monastero di Nemeton, che li ospitano molto calorosamente e offrono loro da bere e da mangiare. Koudelka rifiuta poiché aveva riconosciuto un veleno che i due vecchietti avevano messo nella zuppa e così salva di nuovo la vita ad Edward curandolo. Poco dopo, i due incappano in Padre James O'Flaherty, un vescovo mandato dal Vaticano per recuperare un manufatto druido molto antico e potente che era stato rubato diversi anni prima: il Documento di Emigre, un tomo che racchiude la conoscenza degli antichi per ricreare la vita, un sapere che solo Dio dovrebbe custodire.
Andando avanti con la storia scopriamo che Ogden e Bessy conoscevano Patrick ed Elaine, una giovane coppia, e che Ogden era il capitano di una grande nave da diporto, la "Mary Alice", che ebbe un tremendo incidente durante il quale morirono molte persone. Tutti incolparono Ogden e lui cadde in depressione e miseria, cominciando ad abusare dell'alcool. Bessy racconta ad un certo punto che Elaine era l'unica ad aver creduto in Ogden e ad avergli ridato la speranza e la forza di andare avanti.
Purtroppo "i migliori sono sempre i primi ad andarsene" (come dice Bessy), e così una notte che Ogden e Patrick erano fuori per lavoro, dei ladri entrarono di soppiatto in casa di Patrick e uccisero Elaine. Da quel giorno la vita al monastero per i tre rimasti cambiò per sempre.
Patrick non accettò la dipartita della moglie e decise di riportarla in vita usando i segreti trascritti dai druidi nel Documento di Emigre. Lo fece rubare e si trasferì nel luogo descritto nel documento, il Galles (è così che la combriccola arriva al Monastero di Nemeton) per iniziare i sacri riti di sangue.
Elaine era morta ormai da dieci anni, ma essendo Patrick un chimico, era stato in grado di conservare il suo corpo fino ad allora grazie alle sue conoscenze. Ogden e Patrick diventano dei mostri assassini senza cuore, iniziando con sacrifici animali e passando successivamente a quelli umani.
L'incantesimo richiedeva l'immisione di diversi corpi all'interno di un calderone per un certo tempo. Ogden e Patrick cominciarono con ladri e prostitute ma presto iniziarono ad andare vicino alle città a rapire gente innocente, assassinandoli in maniere orribili al monastero. Benché si premurassero di prendere vecchi, poveri e prostitute, le loro coscienze sapevano che in fondo era sbagliato: solo Dio può dare la vita.
Dopo aver donato oltre duecento corpi al calderone, l'incantesimo ebbe effetto. Ma, sfortunatamente, non andò tutto come previsto. Il corpo di Elaine venne resuscitato, Ma non la sua anima. Lei era un mostro, una bestia con l'apparenza angelica.
James era un caro amico di Patrick, si erano conosciuti all'Università studiando entrambi chimica ed avevano iniziato a rivaleggiare entrambi per la stessa splendida donna: Elaine. James, essendosi reso conto di non avere i mezzi e la possibilità di mantenere Elaine come moglie, si fece da parte e lasciò campo libero a Patrick, facendogli promettere di vegliare e proteggere Elaine per sempre. Inutile dire che quando il fantasma di Elaine appare ai protagonisti, James è un po' scioccato.
Il fantasma di Elaine ammette di aver convocato Koudelka e chiede ai tre di distruggere l'abominio creato dal marito pochi anni prima. Ma l'impresa si rivelerà ardua, perché va contro ogni logica, a meno che non si usi una reliquia molto antica: il braccio mummificato, nascosto in una statua, di San Daniel Scotus, colui che fece erigere il monastero.

### Finali
Il gioco presenta due finali più un terzo.
Good ending: Koudelka, Edward e James uccidono Elaine, e quest'ultima prima di morire e cadere dentro il monastero in fiamme torna per qualche istante umana (gli occhi da azzurri diventano marroni) e sembra mormorare qualcosa a James ma non avendo più un'anima non può comunicare. I tre osservano l'alba mentre James piange la perdita della donna che ha amato rimanendo solo con i suoi ricordi.
Bad ending: Questo finale si può visualizzare se nell'inventario non si possiede il ciondolo di Koudelka che viene perso dalla protagonista all'inizio del gioco. Il gigantesco fiore al cui interno vi è il corpo di Elaine si apre, e il vortice sparato dalla creatura anziché essere respinto grazie al ciondolo di Koudelka (raccolto durante il gioco) avvolgerà invece i 3 protagonisti riducendoli in scheletri e uccidendoli.
True ending: Considerato quello canonico che si ricollega alla saga di Shadow Hearts e si ottiene perdendo contro il boss finale. I tre protagonisti sono alla mercé del mostro Elaine, in quell'istante James esprime i suoi sensi di colpa e rivelando di averla sempre amata alza la croce al cielo aprendo un accesso al Paradiso, così facendo libera la sua anima. Ora i due possono stare insieme, a quel punto Elaine esprime queste parole: "Andiamo a casa James, andiamo a casa. Ho dei ricordi, talmente cari, di quei giorni." Dopo che il fascio di luce sparisce il monastero inizia a crollare avvolto dalle fiamme, ma Edward prendendo Koudelka fra le braccia salta giù con lei ed entrambi riescono a salvarsi. Arrivata l'alba i due si separano dopo aver passato la notte fuori dal monastero, non prima che Edward chieda a Koudelka cosa significhi il suo nome gitano Zlato, lei sorridendo risponde: "Significa Tesoro". Edward divertito si allontana a groppa del cavallo di Koudelka, mentre quest'ultima viene raggiunta dal vecchio Roger Bacon il quale gli chiede se ha intenzione di seguirlo, in risposta la ragazza sente che un giorno si incontreranno di nuovo.

## Modalità di gioco
Il gioco è un misto tra survival horror e videogioco di ruolo tattico con un sistema di combattimento basato su griglia.

## Sviluppo
Hiroki Kikuta, meglio conosciuto per aver composto le musiche di Seiken Densetsu 2 e Seiken Densetsu 3 della Squaresoft, mentre lavorava alla Squaresoft, creò la Sacnoth nel 1997 finanziato da SNK. Infelice della natura della maggior parte dei giochi di ruolo, che considerava infantile e stagnante, Kikuta intendeva portare il genere in una direzione completamente nuova.
Dispute interne a Sacnoth compromisero il prodotto finale. Kikuta voleva sviluppare un sistema di combattimento basato sull'azione, citando Resident Evil come sorgente d'ispirazione. Tuttavia, i suoi dipendenti erano dell'idea di sviluppare il gioco in modo che fosse più vicino alla tipologia di giochi sviluppati dalla Square.
Il gioco venne completamente doppiato, Vivianna Bateman per Koudelka, Michael Bradbury come Edward, e Scott Larson per James. Il gioco presenta anche diversi filmati in computer grafica. il gioco venne poi localizzato completamente in italiano, e i tre personaggi vennero doppiati rispettivamente da Jasmine Laurenti, Claudio Moneta, e Patrizio Prata.

## Manga
Sulla rivista giapponese Monthly Ace Next della Kadokawa Shoten venne pubblicato un manga che narra una storia parallela a quella del gioco, scritto ed illustrato da Yūji Iwahara. Ci sono alcune differenze tra il gioco ed il manga. Nel primo volume, i capelli di Koudelka erano lunghi, prima che vennero tagliati dall'uomo asiatico, rendendoli più corti e somiglianti al gioco. Nella madrepatria di Joshua, viene detto che il Dr. Hans chiama Koudelka come "Koudelka Yasant", diverso da "Koudelka Iasant", il nome originale di Koudelka. Viene inoltre descritto con capelli castano scuro e con un'età di 20 anni.
I 15 capitoli vennero riuniti in tre volumi. In Italia la serie venne pubblicata interamente da Dynamic Italia dal 9 maggio al 21 luglio 2003.

### Volumi
| Nº | Data di prima pubblicazione | Data di prima pubblicazione | Data di prima pubblicazione |
| Nº | Giapponese                  | Giapponese                  | Italiano                    |
| -- | --------------------------- | --------------------------- | --------------------------- |
| 1  | 26 novembre 1999            | ISBN 978-4-04-713304-4      | 9 maggio 2003               |
| 2  | 29 maggio 2000              | ISBN 978-4-04-713338-9      | 9 giugno 2003               |
| 3  | 25 settembre 2000           | ISBN 978-4-04-713361-7      | 21 luglio 2003              |

## Accoglienza
Il magazine tedesco Power Unlimited diede al gioco un voto di 6.0 su 10, premiandone i filmati, ma criticando le sezioni di battaglia e definendo le musiche di Kikuta "un disastro". Sebbene la recensione di GameSpot descrisse impressioni simili sui filmati e i combattimenti, cosìccome il voto di 6.7 su 10, premiò la colonna sonora come "semplicemente sorprendente".

### Collegamenti
Koudelka è il precursore della serie Shadow Hearts della Sacnoth. Shadow Hearts è ambientato nell'universo di Koudelka e utilizza varie ambientazioni e personaggi ripresi dal primo lavoro di Sacnoth.